# Stagioni dei Pittsburgh Steelers
Questa è la lista delle stagioni sportive dei Pittsburgh Steelers nella National Football League che documenta i risultati stagione per stagione dal 1933 ad oggi, compresi i risultati nei play-off.

## Risultati stagione per stagione
| Cronistoria dei Pittsburgh Steelers | Cronistoria dei Pittsburgh Steelers | Cronistoria dei Pittsburgh Steelers | Cronistoria dei Pittsburgh Steelers | Cronistoria dei Pittsburgh Steelers | Cronistoria dei Pittsburgh Steelers | Cronistoria dei Pittsburgh Steelers | Cronistoria dei Pittsburgh Steelers | Cronistoria dei Pittsburgh Steelers | Cronistoria dei Pittsburgh Steelers | Cronistoria dei Pittsburgh Steelers                                                                                     |                              |
| Stagione di lega                    | Stagione di squadra                 | Lega                                | Conference                          | Division                            | Stagione regolare                   | Stagione regolare                   | Stagione regolare                   | Stagione regolare                   | Play-off | Premi individuali |                              |
| Stagione di lega                    | Stagione di squadra                 | Lega                                | Conference                          | Division                            | Pos.                                | V                                   | S                                   | P                                   | Play-off | Premi individuali |                              |
| ----------------------------------- | ----------------------------------- | ----------------------------------- | ----------------------------------- | ----------------------------------- | ----------------------------------- | ----------------------------------- | ----------------------------------- | ----------------------------------- | --- | --- | ---------------------------- |
| 1933                                | 1933                                | NFL                                 | NFL                                 | Eastern                             | 5                                   | 3                                   | 6                                   | 2                                   | non disputati | Inseriti nella NFL Eastern come Pittsburgh Pirates.                                                                     |                              |
| 1934                                | 1934                                | NFL                                 | NFL                                 | Eastern                             | 5                                   | 2                                   | 10                                  | 0                                   | non disputati | |                              |
| 1935                                | 1935                                | NFL                                 | NFL                                 | Eastern                             | 3                                   | 4                                   | 8                                   | 0                                   | non disputati | |                              |
| 1936                                | 1936                                | NFL                                 | NFL                                 | Eastern                             | 2                                   | 6                                   | 6                                   | 0                                   | non disputati | |                              |
| 1937                                | 1937                                | NFL                                 | NFL                                 | Eastern                             | 3                                   | 4                                   | 7                                   | 0                                   | non disputati | |                              |
| 1938                                | 1938                                | NFL                                 | NFL                                 | Eastern                             | 5                                   | 2                                   | 9                                   | 0                                   | non disputati | |                              |
| 1939                                | 1939                                | NFL                                 | NFL                                 | Eastern                             | 5                                   | 1                                   | 9                                   | 1                                   | non disputati | |                              |
| 1940                                | 1940                                | NFL                                 | NFL                                 | Eastern                             | 4                                   | 2                                   | 7                                   | 2                                   | non disputati | Diventano Pittsburgh Steelers.                                                                                          |                              |
| 1941                                | 1941                                | NFL                                 | NFL                                 | Eastern                             | 5                                   | 1                                   | 9                                   | 1                                   | non disputati | |                              |
| 1942                                | 1942                                | NFL                                 | NFL                                 | Eastern                             | 2                                   | 7                                   | 4                                   | 0                                   | non disputati | |                              |
| 1943                                | 1943                                | NFL                                 | NFL                                 | Eastern                             | 3                                   | 5                                   | 4                                   | 1                                   | non disputati | A causa della seconda guerra mondiale si fondono diventando Phil-Pitt Combine conosciuti anche come "Steagles"          |                              |
| 1944                                | 1944                                | NFL                                 | NFL                                 | Eastern                             | 5                                   | 0                                   | 10                                  | 0                                   | non disputati | Diventano Card-Pitt Combine.                                                                                            |                              |
| 1945                                | 1945                                | NFL                                 | NFL                                 | Eastern                             | 5                                   | 2                                   | 8                                   | 0                                   | non disputati | Ridiventano Pittsburgh Steelers.                                                                                        |                              |
| 1946                                | 1946                                | NFL                                 | NFL                                 | Eastern                             | 3                                   | 5                                   | 5                                   | 1                                   | non disputati | |                              |
| 1947                                | 1947                                | NFL                                 | NFL                                 | Eastern                             | 2                                   | 8                                   | 4                                   | 0                                   | S Eastern divisional play-off contro i Philadelphia Eagles (0-21) | |                              |
| 1948                                | 1948                                | NFL                                 | NFL                                 | Eastern                             | 3                                   | 4                                   | 8                                   | 0                                   | non disputati | |                              |
| 1949                                | 1949                                | NFL                                 | NFL                                 | Eastern                             | 2                                   | 6                                   | 5                                   | 1                                   | non disputati | |                              |
| 1950                                | 1950                                | NFL                                 | American                            | --                                  | 3                                   | 6                                   | 6                                   | 0                                   | non disputati | Inseriti nella NFL American non ci sono Division.                                                                       |                              |
| 1951                                | 1951                                | NFL                                 | American                            | --                                  | 4                                   | 4                                   | 7                                   | 1                                   | non disputati | |                              |
| 1952                                | 1952                                | NFL                                 | American                            | --                                  | 4                                   | 5                                   | 7                                   | 0                                   | non disputati | |                              |
| 1953                                | 1953                                | NFL                                 | Eastern                             | --                                  | 4                                   | 6                                   | 6                                   | 0                                   | non disputati | Inseriti nella NFL Eastern continuano a non esserci Division.                                                           |                              |
| 1954                                | 1954                                | NFL                                 | Eastern                             | --                                  | 4                                   | 5                                   | 7                                   | 0                                   | non disputati | |                              |
| 1955                                | 1955                                | NFL                                 | Eastern                             | --                                  | 6                                   | 4                                   | 8                                   | 0                                   | non disputati | |                              |
| 1956                                | 1956                                | NFL                                 | Eastern                             | --                                  | 4T                                  | 5                                   | 7                                   | 0                                   | non disputati | |                              |
| 1957                                | 1957                                | NFL                                 | Eastern                             | --                                  | 3                                   | 6                                   | 6                                   | 0                                   | non disputati | |                              |
| 1958                                | 1958                                | NFL                                 | Eastern                             | --                                  | 3                                   | 7                                   | 4                                   | 1                                   | non disputati | |                              |
| 1959                                | 1959                                | NFL                                 | Eastern                             | --                                  | 4                                   | 6                                   | 5                                   | 1                                   | non disputati | |                              |
| 1960                                | {{{annof}}}                         | NFL                                 | Eastern                             | --                                  | 5                                   | 5                                   | 6                                   | 1                                   | non disputati | |                              |
| 1961                                | {{{annof}}}                         | NFL                                 | Eastern                             | --                                  | 5                                   | 6                                   | 8                                   | 0                                   | non disputati | |                              |
| 1962                                | {{{annof}}}                         | NFL                                 | Eastern                             | --                                  | 2                                   | 9                                   | 5                                   | 0                                   | S Play-off Bowl contro i Detroit Lions (10-17) | |                              |
| 1963                                | {{{annof}}}                         | NFL                                 | Eastern                             | --                                  | 4                                   | 7                                   | 4                                   | 3                                   | non disputati | |                              |
| 1964                                | {{{annof}}}                         | NFL                                 | Eastern                             | --                                  | 6                                   | 5                                   | 9                                   | 0                                   | non disputati | |                              |
| 1965                                | {{{annof}}}                         | NFL                                 | Eastern                             | --                                  | 7                                   | 2                                   | 12                                  | 0                                   | non disputati | |                              |
| 1966                                | {{{annof}}}                         | NFL                                 | Eastern                             | --                                  | 6                                   | 5                                   | 8                                   | 1                                   | non disputati | Viene giocato il 1º Super Bowl.                                                                                         |                              |
| 1967                                | {{{annof}}}                         | NFL                                 | Eastern                             | Century                             | 4                                   | 4                                   | 9                                   | 1                                   | non disputati | Inseriti nella Eastern Conference Division Century.                                                                     |                              |
| 1968                                | {{{annof}}}                         | NFL                                 | Eastern                             | Century                             | 4                                   | 2                                   | 11                                  | 1                                   | non disputati | |                              |
| 1969                                | {{{annof}}}                         | NFL                                 | Eastern                             | Century                             | 4                                   | 1                                   | 13                                  | 0                                   | non disputati | |                              |
| 1970                                | {{{annof}}}                         | NFL                                 | AFC                                 | Central                             | 3                                   | 5                                   | 9                                   | 0                                   | non disputati | Inseriti nella AFC Central a seguito della fusione tra AFL e NFL.                                                       |                              |
| 1971                                | {{{annof}}}                         | NFL                                 | AFC                                 | Central                             | 2                                   | 6                                   | 8                                   | 0                                   | non disputati | |                              |
| 1972                                | {{{annof}}}                         | NFL                                 | AFC                                 | Central                             | 1                                   | 11                                  | 3                                   | 0                                   | V Divisional play-off contro gli Oakland Raiders (13-7) S AFC Championship contro i Miami Dolphins (17-21) | |                              |
| 1973                                | {{{annof}}}                         | NFL                                 | AFC                                 | Central                             | 2                                   | 10                                  | 4                                   | 0                                   | S Divisional play-off contro gli Oakland Raiders (14-33) | |                              |
| 1974                                | {{{annof}}}                         | NFL                                 | AFC                                 | Central                             | 1                                   | 10                                  | 3                                   | 1                                   | V Divisional play-off contro i Buffalo Bills (32-14) V AFC Championship contro gli Oakland Raiders (24-13) V Super Bowl IX contro i Minnesota Vikings (16-6)                                                        | |                              |
| 1975                                | {{{annof}}}                         | NFL                                 | AFC                                 | Central                             | 1                                   | 12                                  | 2                                   | 0                                   | V Divisional play-off contro i Baltimore Colts (28-10) V AFC Championship contro gli Oakland Raiders (16-10) V Super Bowl X contro i Dallas Cowboys (21-17)                                                         | |                              |
| 1976                                | {{{annof}}}                         | NFL                                 | AFC                                 | Central                             | 1                                   | 10                                  | 4                                   | 0                                   | V Divisional play-off contro i Baltimore Colts (40-14) S AFC Championship contro gli Oakland Raiders (7-24) | |                              |
| 1977                                | {{{annof}}}                         | NFL                                 | AFC                                 | Central                             | 1                                   | 9                                   | 5                                   | 0                                   | S Divisional play-off contro i Denver Broncos (21-34) | |                              |
| 1978                                | {{{annof}}}                         | NFL                                 | AFC                                 | Central                             | 1                                   | 14                                  | 2                                   | 0                                   | V Divisional play-off contro i Denver Broncos (33-10) V AFC Championship contro gli Houston Oilers (34-5) V Super Bowl XIII contro i Dallas Cowboys (35-31)                                                         | Da questa stagione le partite della stagione regolare diventano 16.                                                     |                              |
| 1979                                | {{{annof}}}                         | NFL                                 | AFC                                 | Central                             | 1                                   | 12                                  | 4                                   | 0                                   | V Divisional play-off contro i Miami Dolphins (34-14) V AFC Championship contro gli Houston Oilers (27-13) V Super Bowl XIV contro i Los Angeles Rams (31-19)                                                       | |                              |
| 1980                                | {{{annof}}}                         | NFL                                 | AFC                                 | Central                             | 3                                   | 9                                   | 7                                   | 0                                   | non disputati | |                              |
| 1981                                | {{{annof}}}                         | NFL                                 | AFC                                 | Central                             | 2                                   | 8                                   | 8                                   | 0                                   | non disputati | |                              |
| 1982                                | {{{annof}}}                         | NFL                                 | AFC                                 | --                                  | 4T                                  | 6                                   | 3                                   | 0                                   | S First Round contro i San Diego Chargers (28-31) | In questa stagione a causa di uno sciopero vennero giocate solamente 9 partite e non vi furono classifiche di Division. |                              |
| 1983                                | {{{annof}}}                         | NFL                                 | AFC                                 | Central                             | 1                                   | 10                                  | 6                                   | 0                                   | S Divisional play-off contro i Los Angeles Raiders (10-38) | |                              |
| 1984                                | {{{annof}}}                         | NFL                                 | AFC                                 | Central                             | 1                                   | 9                                   | 7                                   | 0                                   | V Divisional play-off contro i Denver Broncos (24-17) S AFC Championship contro i Miami Dolphins (28-45) | |                              |
| 1985                                | {{{annof}}}                         | NFL                                 | AFC                                 | Central                             | 3                                   | 7                                   | 9                                   | 0                                   | non disputati | |                              |
| 1986                                | {{{annof}}}                         | NFL                                 | AFC                                 | Central                             | 3                                   | 6                                   | 10                                  | 0                                   | non disputati | |                              |
| 1987                                | {{{annof}}}                         | NFL                                 | AFC                                 | Central                             | 3                                   | 8                                   | 7                                   | 0                                   | non disputati | In questa stagione a causa di uno sciopero hanno giocato una partita in meno.                                           |                              |
| 1988                                | {{{annof}}}                         | NFL                                 | AFC                                 | Central                             | 4                                   | 5                                   | 11                                  | 0                                   | non disputati | |                              |
| 1989                                | {{{annof}}}                         | NFL                                 | AFC                                 | Central                             | 2                                   | 9                                   | 7                                   | 0                                   | V Wild Card Game contro gli Houston Oilers (26-23) S Divisional play-off contro i Denver Broncos (23-24) | |                              |
| 1990                                | {{{annof}}}                         | NFL                                 | AFC                                 | Central                             | 3                                   | 9                                   | 7                                   | 0                                   | non disputati | |                              |
| 1991                                | {{{annof}}}                         | NFL                                 | AFC                                 | Central                             | 2                                   | 7                                   | 9                                   | 0                                   | non disputati | |                              |
| 1992                                | {{{annof}}}                         | NFL                                 | AFC                                 | Central                             | 1                                   | 11                                  | 5                                   | 0                                   | S Divisional play-off contro i Buffalo Bills (3-24) | |                              |
| 1993                                | {{{annof}}}                         | NFL                                 | AFC                                 | Central                             | 2                                   | 9                                   | 7                                   | 0                                   | S Wild Card Game contro i Kansas City Chiefs (24-27 all'overtime) | |                              |
| 1994                                | {{{annof}}}                         | NFL                                 | AFC                                 | Central                             | 1                                   | 12                                  | 4                                   | 0                                   | V Divisional play-off contro i Cleveland Browns (29-9) S AFC Championship contro i San Diego Chargers (13-17) | |                              |
| 1995                                | {{{annof}}}                         | NFL                                 | AFC                                 | Central                             | 1                                   | 11                                  | 5                                   | 0                                   | V Divisional play-off contro i Buffalo Bills (40-21) V AFC Championship contro gli Indianapolis Colts (20-16) S Super Bowl XXX contro i Dallas Cowboys (17-27)                                                      | |                              |
| 1996                                | {{{annof}}}                         | NFL                                 | AFC                                 | Central                             | 1                                   | 10                                  | 6                                   | 0                                   | V Wild Card Game contro gli Indianapolis Colts (42-14) S Divisional play-off contro i New England Patriots (3-28)                                                                                                   | |                              |
| 1997                                | {{{annof}}}                         | NFL                                 | AFC                                 | Central                             | 1                                   | 11                                  | 5                                   | 0                                   | V Divisional play-off contro i New England Patriots (7-6) S AFC Championship contro i Denver Broncos (21-24) | |                              |
| 1998                                | {{{annof}}}                         | NFL                                 | AFC                                 | Central                             | 3                                   | 7                                   | 9                                   | 0                                   | non disputati | |                              |
| 1999                                | {{{annof}}}                         | NFL                                 | AFC                                 | Central                             | 4                                   | 6                                   | 10                                  | 0                                   | non disputati | |                              |
| 2000                                | 2000                                | NFL                                 | AFC                                 | Central                             | 3                                   | 9                                   | 7                                   | 0                                   | non disputati | |                              |
| 2001                                | 2001                                | NFL                                 | AFC                                 | Central                             | 1                                   | 13                                  | 3                                   | 0                                   | V Divisional play-off contro i Baltimore Ravens (27-10) S AFC Championship contro i New England Patriots (17-24) | |                              |
| 2002                                | 2002                                | NFL                                 | AFC                                 | North                               | 1                                   | 10                                  | 5                                   | 1                                   | V Wild Card Game contro i Cleveland Browns (36-33) S Divisional play-off contro i Tennessee Titans (31-34) | Inseriti nella AFC North                                                                                                |                              |
| 2003                                | 2003                                | NFL                                 | AFC                                 | North                               | 3                                   | 6                                   | 10                                  | 0                                   | non disputati | |                              |
| 2004                                | 2004                                | NFL                                 | AFC                                 | North                               | 1                                   | 15                                  | 1                                   | 0                                   | V Divisional play-off contro i New York Jets (20-17) S AFC Championship contro i New England Patriots (27-41) | |                              |
| 2005                                | 2005                                | NFL                                 | AFC                                 | North                               | 2                                   | 11                                  | 5                                   | 0                                   | V Wild Card Game contro i Cincinnati Bengals (31-17) V Divisional play-off contro i Indianapolis Colts (21-18) V AFC Championship contro i Denver Broncos (34-17) V Super Bowl XL contro i Seattle Seahawks (21-10) | |                              |
| 2006                                | 2006                                | NFL                                 | AFC                                 | North                               | 3                                   | 8                                   | 8                                   | 0                                   | non disputati | |                              |
| 2007                                | 2007                                | NFL                                 | AFC                                 | North                               | 1                                   | 10                                  | 6                                   | 0                                   | S Wild Card Game contro i Jacksonville Jaguars (29-31) | |                              |
| 2008                                | 2008                                | NFL                                 | AFC                                 | North                               | 1                                   | 12                                  | 4                                   | 0                                   | V Divisional play-off contro i San Diego Chargers (35-24) V AFC Championship contro i Baltimore Ravens (23-14) V Super Bowl XLIII contro gli Arizona Cardinals (27-23)                                              | |                              |
| 2009                                | 2009                                | NFL                                 | AFC                                 | North                               | 3                                   | 9                                   | 7                                   | 0                                   | non disputati | |                              |
| 2010                                | 2010                                | NFL                                 | AFC                                 | North                               | 1                                   | 12                                  | 4                                   | 0                                   | V Divisional play-off contro i Baltimore Ravens (31-24) V AFC Championship contro i New York Jets (24-19) S Super Bowl XLV contro i Green Bay Packers (25-31)                                                       | |                              |
| 2011                                | 2011                                | NFL                                 | AFC                                 | North                               | 2                                   | 12                                  | 4                                   | 0                                   | S Wild Card Game contro i Denver Broncos (23-29 all'overtime) | |                              |
| 2012                                | 2012                                | NFL                                 | AFC                                 | North                               | 3                                   | 8                                   | 8                                   | 0                                   | non disputati | |                              |
| 2013                                | 2013                                | NFL                                 | AFC                                 | North                               | 2                                   | 8                                   | 8                                   | 0                                   | non disputati | |                              |
| 2014                                | 2014                                | NFL                                 | AFC                                 | North                               | 1                                   | 11                                  | 5                                   | 0                                   | S Wild Card Game contro i Baltimore Ravens (30-17) | |                              |
| 2015                                | 2015                                | NFL                                 | AFC                                 | North                               | 2                                   | 10                                  | 6                                   | 0                                   | V Wild Card Game contro i Cincinnati Bengals (18-16) S Divisional play-off contro i Denver Broncos (23-16) | |                              |
| 2016                                | 2016                                | NFL                                 | AFC                                 | North                               | 1                                   | 11                                  | 2                                   | 0                                   | V Wild Card Game contro i Miami Dolphins (30-12) V Divisional play-off contro i Kansas City Chiefs (18-16) S AFC Championship contro i New England Patriots (36-17)                                                 | |                              |
| 2017                                | 2017                                | NFL                                 | AFC                                 | North                               | 1                                   | 13                                  | 3                                   | 0                                   | S Divisional play-off contro i Jacksonville Jaguars (45-42) | |                              |
| Totale                              | Totale                              | Totale                              | Totale                              | Totale                              | Totale                              | 619                                 | 552                                 | 21                                  | Record di stagione regolare | Record di stagione regolare                                                                                             | Record di stagione regolare  |
| Totale                              | Totale                              | Totale                              | Totale                              | Totale                              | Totale                              | 36                                  | 25                                  |                                     | Record dei play-off | Record dei play-off | Record dei play-off          |
| Totale                              | Totale                              | Totale                              | Totale                              | Totale                              | Totale                              | 655                                 | 577                                 | 21                                  | Stagione regolare e play-off | Stagione regolare e play-off                                                                                            | Stagione regolare e play-off |

Legenda
- Vittoria nel Super Bowl (dal 1966)
- Vittoria nella lega (1920-1969)
- Vittoria nella Conference

- Vittoria nella Division
- Qualificazione al Wild Card Game (dal 1978)
- V = Vittorie

- S = Sconfitte
- P = Pareggi
- T = Posizione a pari merito